# جواد داوری
جواد داوری  (زاده ۵ اردیبهشت ۱۳۶۲ اصفهان) بازیکن پیشین تیم ملی بسکتبال ایران است که در سال ۱۳۹۶ از دنیای بسکتبال خداحافظی کرد. داوری  جوان‌ترین رئیس فدراسیون بسکتبال ایران از ۹ اسفند ۱۴۰۰ می‌باشد. او دارای مدرک کارشناسی ارشد مهندسی عمران از دانشگاه آزاد اسلامی است و پیش‌تر رئیس هیئت بسکتبال استان اصفهان بود. وی برای اولین بار در تاریخ بسکتبال ایران توانست در سال ۲۰۲۳ به مدت ۴ سال به‌عنوان‌ عضو کمیته فنی فیبا انتخاب شود. همچنین عضو شورای برون مرزی وزارت ورزش و جوانان می‌باشد.
وی بازیکن حرفه‌ای بسکتبال ایران بوده و سابقه بازی در فولادماهان سپاهان اصفهان در لیگ برتر بسکتبال ایران را دارد.